# Pencil Beam

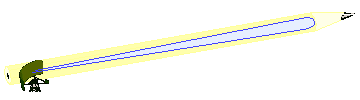
Zeichnerische Darstellung eines gebündelten Funkstrahls.

Als Pencil Beam (englisch wörtlich für „Bleistift-Strahl“) werden in der Funktechnik sehr stark gebündelte elektromagnetische Wellen bezeichnet. Es wird damit anschaulich ein Sendestrahl beschrieben, der „dünn wie ein Bleistift“ ist.
Antennen mit einem gebündelten Funkstrahl haben also einen sehr schmalen Öffnungswinkel und somit einen sehr großen Antennengewinn. Pencil-Beam-Antennen finden beispielsweise Verwendung als Feuerleitradar. Echte 3D-Radar-Geräte der Luftverteidigung strahlen ebenfalls gebündelte Funkwellen ab.